# Territoire communal (Espagne)
En Espagne, on désigne par territoire communal (en espagnol término municipal) toute portion du territoire national administrée par une commune donnée. La loi 7/1985 du 2 avril, qui régule les bases du « régime local » (Ley reguladora de las Bases del Régimen Local), le définit en son article 12.1 comme étant le « territoire à l'intérieur duquel une municipalité (ayuntamiento) exerce ses compétences ».

## Présentation
Chaque province espagnole se définit à son tour comme étant la réunion de tous les territoires communaux qui la composent. Ainsi le territoire national espagnol est-il constitué de 8 114 territoires communaux.
À noter qu'un territoire communal peut contenir plusieurs "entités singulières de peuplement". Celle d'entre elles où se trouve la mairie de la commune joue alors le rôle de capitale administrative du territoire communal.

### Sources et bibliographie
- (es) « Ley 7/1985, de 2 de abril, Reguladora de las Bases del Régimen Local (Loi 7/1985 du 2 avril de régulation des bases du régime local) », sur www.boe.es, BOE, 2 avril 1985 (consulté le 6 mars 2015)